# Giovanni Mandelli
Giovanni Mandelli (Milano, XIV secolo ... – ...; fl. XIV secolo) è stato un funzionario italiano.

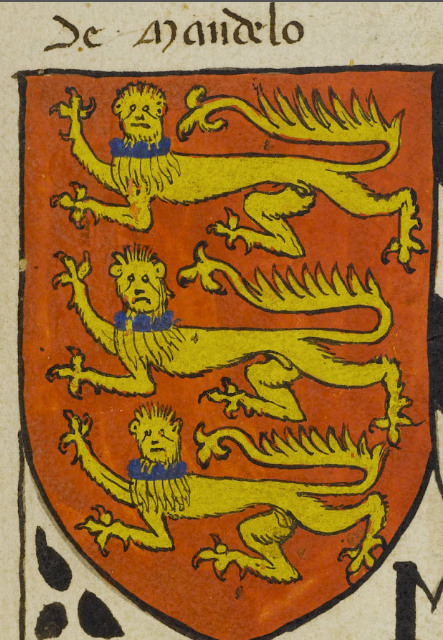
Stemma della famiglia Mandelli

Esponente di spicco di un importante casato dell'aristocrazia lombarda, occupò importanti cariche entro l'amministrazione viscontea durante il governo di Giovanni e di Luchino Visconti. 

## Biografia
Figlio di Guido e di Florimonda Visconti (figlia di Matteo), era fratello di Matteo- influente membro dell'entourage di Galeazzo II Visconti. Risiedeva a Milano, in porta Romana, nella parrocchia di San Damiano al Carrobio.  Come Matteo, fu protagonista di un'importante carriera entro l'amministrazione viscontea, che lo condusse nelle aree più instabili del dominio.  Appartenente all'entourage di Giovanni Visconti secondo la dichiarazione dell'Azario, fu podestà a Piacenza nel 1347 e a Cremona nel 1349 per l'arcivescovo e per Luchino Visconti, signori generali di Milano; due anni più tardi fu nominato podestà a Pavia. Nel 1352 Giovanni Visconti lo creò capitano partium Pedemoncium  e nel 1355 è attestato podestà a Bergamo. Legato a Simone Boccanegra secondo il cronista novarese Pietro Azario, prese parte alla definizione degli accordi che precedettero la consegna di Genova ai Visconti ma perse il favore dei signori di Milano quando il Boccanegra si pose a capo della rivolta della città ligure nel 1356. L'emarginazione dalla vita politica dovette indurlo a progettare un pellegrinaggio in Terrasanta; in vista del viaggio Francesco Petrarca - che probabilmente il Mandelli aveva conosciuto presso Giovanni Visconti - compose l'Itinerarium Syriacum. Godeva nuovamente del favore dei Visconti nel giugno 1358, quando accompagnò  Galeazzo II Visconti a Novara, per l'ingresso nella città restituita al Visconti da Giovanni II Paleologo. Non sono note le circostanze che ne determinarono il nuovo allontanamento dalla vita politica, attestato da una lettera del Petrarca del 1368 che lo definì esule, né quelle della sua morte, forse avvenuta in stato di indigenza. 